# Горошкин, Иван Васильевич

Ива́н Васи́льевич Горо́шкин (1905, Ломовка, Пензенская губерния — 1983, Москва) — советский государственный и политический деятель.

## Биография
Родился в 1905 году в деревне Ломовка.
В 1929 году вступил в ВКП(б). С 1930 года, окончив Московский механический институт им. М. В. Ломоносова, работал на машиностроительном заводе, в НИИ по проектированию автотракторных заводов, помощником главного инженера 1-го государственного автомобильного завода имени И. В. Сталина (Москва).
С 1941 года — на партийной работе: парторг ЦК ВКП(б) 1-го государственного автомобильного завода имени И. В. Сталина; с 1943 — 1-й секретарь Пролетарского райкома ВКП(б) Москвы; с 22 мая 1947 по 27 ноября 1948 года — секретарь Московского горкома ВКП(б) по кадрам.
В последующие годы — в органах ВЦСПС: председатель Оргбюро ВЦСПС по Москве; с 27 декабря 1948 — председатель Московского городского Совета профсоюзов; с 30 апреля 1949 по 10 августа 1955 года — секретарь ВЦСПС.
С 23 марта 1955 по 15 апреля 1959 года — председатель Верховного Совета РСФСР; одновременно (1955—1976) — заместитель председателя Государственного комитета по труду и заработной плате при Совете Министров СССР, председатель Общества советско-вьетнамской дружбы.
Избирался депутатом Верховного Совета РСФСР 3-го (1951—1955, от Пензенской области), 4-го (1955—1959, от Тульской области) и 5-го (1959—1963, от Тульской области) созывов.
В 1976 году вышел на пенсию. Умер в Москве в 1983 году.

### Семья
Отец — Василий Иванович Горошкин; служил управляющим у помещицы Марии Петровны Кузьминой.